# Universitat de Medicina i Farmàcia Carol Davila
Universitat de Medicina i Farmàcia Carol Davila (en romanès: Universitatea de Medicină și Farmacie „Carol Davila”) o Universitat de Medicina i Farmàcia de Bucarest, coneguda comunament amb l'abreviatura UMFCD, és una universitat de ciències de la salut pública a Bucarest, Romania. És una de les institucions més grans i antigues d'aquest tipus a Romania. La universitat utilitza les instal·lacions de més de 20 hospitals clínics a tot Bucarest.
La Universitat Carol Davila està classificada com a "universitat d'educació i recerca avançada" pel Ministeri d'Educació. Creada com a part de la Universitat de Bucarest el 1869, la institució és considerada una de les més prestigioses d'aquest tipus a Romania i a Europa de l'Est.

## Biblioteca
La universitat inclou dues biblioteques importants, ambdues construïdes el 1869 en estil neoclàssic i neobarroc.

La Biblioteca Central Universitària, allotjada en una rica estructura neobarroca

## Història
Carol Davila va ser un prestigiós metge romanes d'ascendència italiana. Va estudiar medicina a la Universitat de París, on es va graduar el febrer de 1853. El març de 1853 va arribar a Romania. Va ser l'organitzador del servei mèdic militar de l'exèrcit romanès i del sistema de salut pública del país.
El 1857, Davila, en col·laboració amb Nicolae Crețulescu, va fundar la universitat, moment en què es coneixia amb el nom d'Escola Nacional de Medicina i Farmàcia. El mateix any es va col·locar la primera pedra del Palau de la Universitat de Bucarest. Va ser a causa de les nombroses activitats de Carol Davila que diverses associacions científiques van aparèixer a Romania: la Societat Mèdica (1857), la Societat de la Creu Roja (1876) i la Societat de Ciències Naturals (1876). Amb la seva ajuda, van entrar a la impremta dues revistes mèdiques: el Registre Mèdic (1862) i la Gaceta Mèdica (1865).
El 12 de novembre de 1869 es va establir la Facultat de Medicina de Bucarest, incorporada a la Universitat de Bucarest. Els primers títols de doctor es van concedir el 1873, i el títol de doctor es va convertir en la graduació de facto el 1888.
El Premi Nobel de Fisiologia o Medicina va ser atorgat a George Emil Palade, descrit com "el biòleg cel·lular més influent mai", que havia estudiat a la Universitat de Carol Davila i més tard va exercir de professor i cap del Departament de Biologia Humana i Fisiologia.
L'Escola de Farmàcia es va fundar l'any 1889 com a part de la Facultat de Medicina. L'any 1923 es va separar i es va convertir en la Facultat de Farmàcia.
La Facultat de Farmàcia de la Universitat Carol Davila és el lloc on Nicolae Paulescu va aïllar per primera vegada la insulina l'any 1921, provocant una polèmica en l'atorgament del Premi Nobel de fisiologia o medicina de 1923.
El 1948, les Facultats de Medicina i Farmàcia es van separar de la Universitat de Bucarest i es van incorporar com a Institut de Medicina i Farmàcia. El mateix any, l'Institut de Postgrau d'Odontologia Clínica es va incorporar a l'Institut de Medicina i Farmàcia com a Facultat d'Odontologia.
L'any 1991, l'Institut de Medicina i Farmàcia va canviar el seu nom a la Universitat de Medicina i Farmàcia Carol Davila.

## Classificació

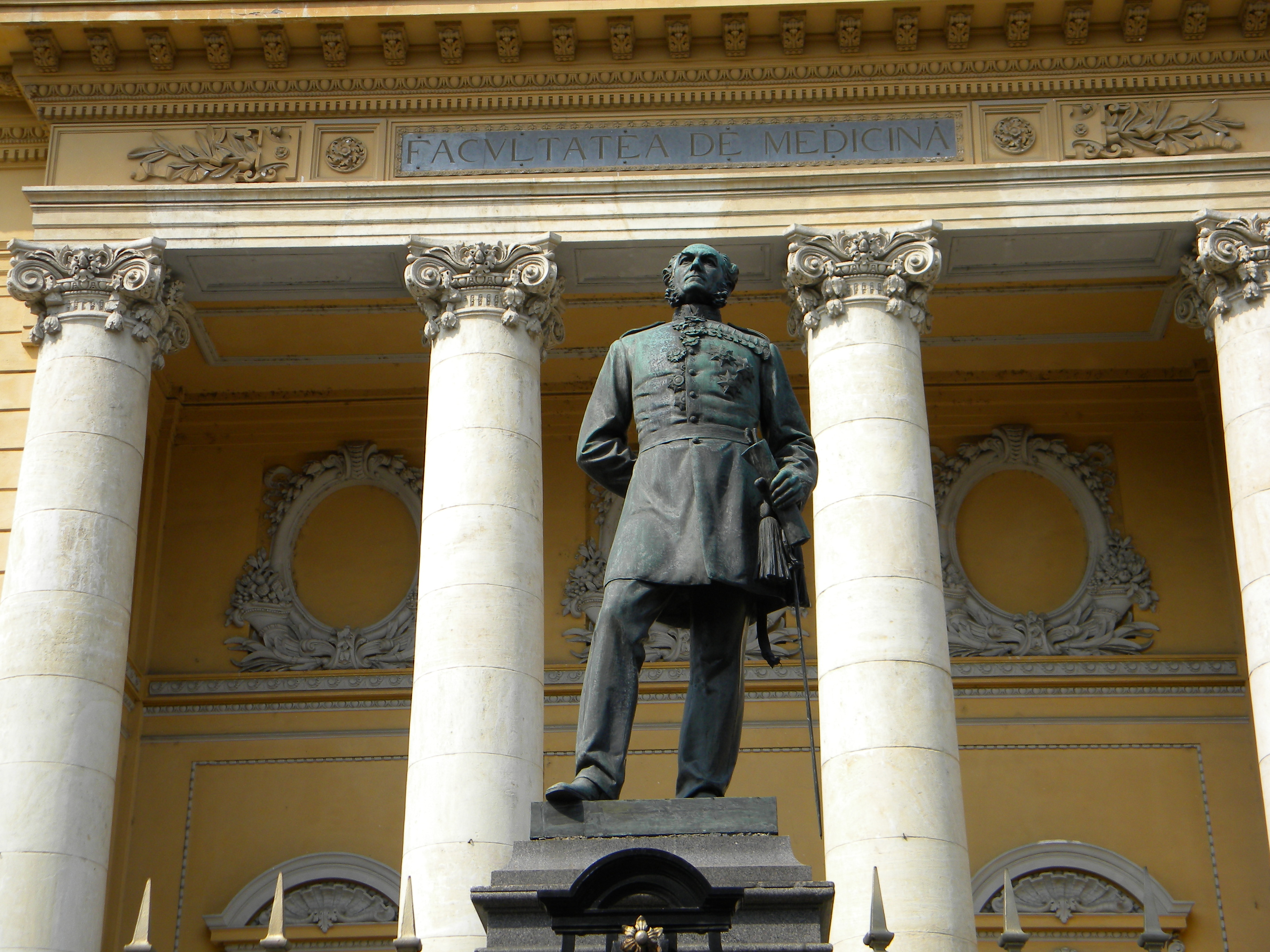
Palau de la Facultat de Medicina de Bucarest

Segons el Scimago Lab, a partir de les dades recollides entre el 2007 i el 2011, la Universitat de Medicina i Farmàcia Carol Davila va ocupar el lloc 121 regional i el 12 del país per nombre de publicacions. Segons l'International Journal of Medical Sciences, en una enquesta del 2019, la UMFCD juntament amb l'Institut Karolinska, la Universitat Erasme i la Universitat de París Descartes es consideren les universitats mèdiques d'Europa que lideren el canvi. D'acord amb el rànquing de Xangai, la Universitat de Medicina i Farmàcia Carol Davila es troba entre les 151–200 millors universitats del domini de les "ciències mèdiques" pel que fa a l'assignatura "medicina clínica".

## Facultats
- Facultat de Medicina
- Facultat de Farmàcia
- Facultat d'Odontologia

### Facultat de Medicina
L'ensenyament superior mèdic i farmacèutic a Bucarest es remunta a més d'un segle. Carol Davila, una metgessa romanesa d'origen italià, en col·laboració amb Nicholae Kretzulescu va fundar l'educació mèdica a Romania, establint l'Escola Nacional de Medicina i Farmàcia el 1857. Gràcies a la seva activitat es van crear diverses societats científiques, com la Societat Mèdica, la Societat de la Creu Roja i la Societat de Ciències Naturals, i dues revistes mèdiques, The Medical Monitor i The Medical Gazette.
L'edifici de la Facultat de Medicina va ser completament acabat i inaugurat el 12 d'octubre de 1903. La iniciativa d'aixecar un monument a Carol Davila el mateix dia es va prendre a la primera conferència mèdica nacional, que es va celebrar a Bucarest l'octubre de 1884. L'estàtua, obra apreciada de Carol Storck, va ser fosa en bronze a l'Escola de Tallers d'Arts i Oficis de Bucarest.
La inauguració de l'edifici de la facultat és una data important en l'evolució de l'educació mèdica a Bucarest. El nou edifici va comportar grans millores en el funcionament dels laboratoris i en l'organització dels treballs pràctics, així com en la plena activitat didàctica. A l'edifici de la Facultat hi ha un centre esportiu que inclou una piscina coberta autònoma per a l'equip d'èxit representatiu de la universitat i, a més, una pista coberta de bàsquet, voleibol i handbol.

#### Departaments
- Fisiopatologia i Immunologia
- Genètica
- Medicina Interna i Nefrologia

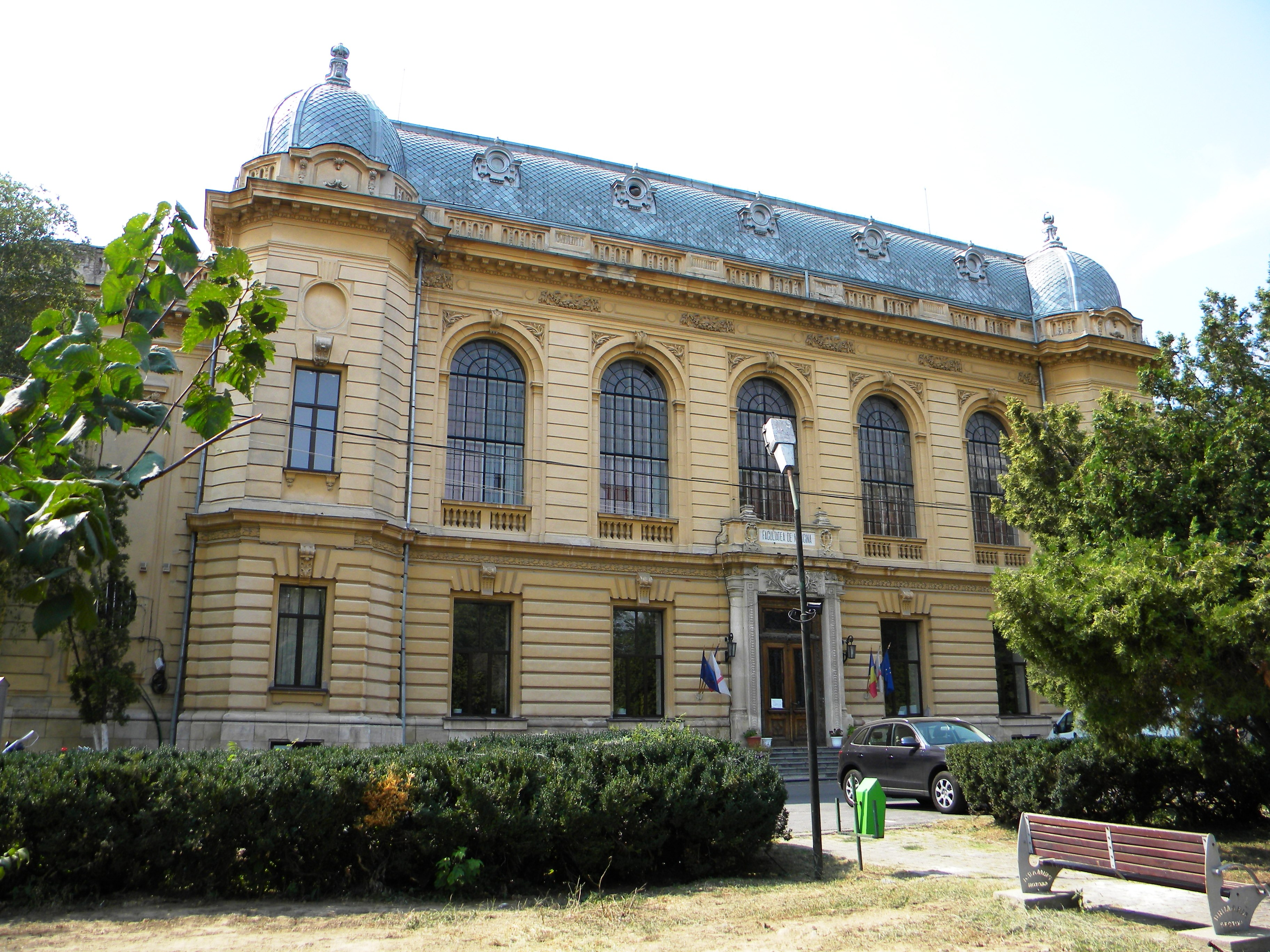
Universitat de Medicina i Farmàcia

- Medicina Interna i Gastroenterologia
- Medicina Interna i Reumatologia
- Peritatge mèdic i recuperació de la capacitat de treball
- Medicina Interna
- Cardiologia
- Medicina Interna i Cardiologia
- Al·lergologia
- Pràctica Assistencial Mèdico-Quirúrgica
- Infermeria general
- Recuperació Neuro - Psicomotriu Infantil
- Recuperació, Educació Física, Balneologia
- Medicina familiar
- Endocrinologia
- Bioquímica
- Informàtica Mèdica i Bioestadística
- Història de la Medicina
- Màrqueting i tecnologia mèdica
- Medicina Legal i Bioètica
- Cirurgia Cardiovascular
- Cirurgia toràcica
- Dermatologia
- Dermatologia oncològica i al·lergologia
- Higiene i Ecologia Mèdica
- Salut Pública i Gestió
- Diabetis, Nutrició i Malalties Metabòliques
- Geriatria i Gerontologia
- Pneumofisiologia
- Anestèsia i Teràpia Intensiva
- Cirurgia
- Neurocirurgia
- Cirurgia general i esofàgica
- Anestèsia i Teràpia Intensiva
- Farmacologia, Toxicologia i Psicofarmacologia Clínica
- Nefrologia
- Urologia
- Cirurgia Urològica
- Immunologia del trasplantament
- Ortopèdia
- Ortopèdia i Traumatologia
- Cirurgia plàstica i reconstructiva
- Cirurgia Plàstica, Cirurgia Reconstructiva Infantil
- Neurologia Pediàtrica
- Medicina del Treball
- Psiquiatria Infantil i Juvenil
- Psicologia Mèdica
- Malalties infeccioses i tropicals
- Virologia
- Epidemiologia
- Microbiologia
- Parasitologia
- Obstetrícia i Ginecologia
- Hematologia
- Pediatria
- Oftalmologia
- Radiologia, Imatge Mèdica, Medicina Nuclear
- Oncologia
- Radioteràpia i Oncologia
- Biofísica
- Medicina Cel·lular i Molecular
- Farmacologia i farmacoteràpia
- Anatomia
- Psiquiatria
- Anatomia Patològica

### Facultat de Farmàcia
L'any 1858 es va crear la Facultat de Farmàcia.

#### Departaments
- Química Analítica
- Química Inorgànica
- Control de medicaments
- Química Orgànica
- Laboratori Clínic
- Emergència Mèdica
- Farmàcia Botànica i Biologia Cel·lular
- Farmàcia Clínica
- Fitoquímica i Fitoteràpia
- Bioquímica
- Microbiologia general i farmacèutica
- Toxicologia
- Pedagogia Mèdica
- Tècnica Farmacèutica

### Facultat d'Odontologia

#### Departaments
- Anatomia clínica i topogràfica
- Anatomia i Embriologia
- Medicina Interna
- Pediatria
- Neurologia
- ORL
- Oftalmologia
- Cirurgia i Anestesiologia
- Obstetrícia
- Anatomia Patològica
- Malalties infeccioses
- Dermatologia
- Endocrinologia
- Fisiopatologia i Immunologia
- Higiene

## Exalumnes destacats
- Aurel Babeș, científic romanès, un dels descobridors de la prova de cribratge del càncer de coll uterí
- Mina Minovici, científica forense romanesa
- George Emil Palade, Premi Nobel de Fisiologia o Medicina de 1974 i Medalla Nacional de Ciència dels Estats Units el 1986
- Nicolae Paulescu, physiòleg romanès, professor de medicina, polític, va descobrir la insulina